# Anke Erdmann

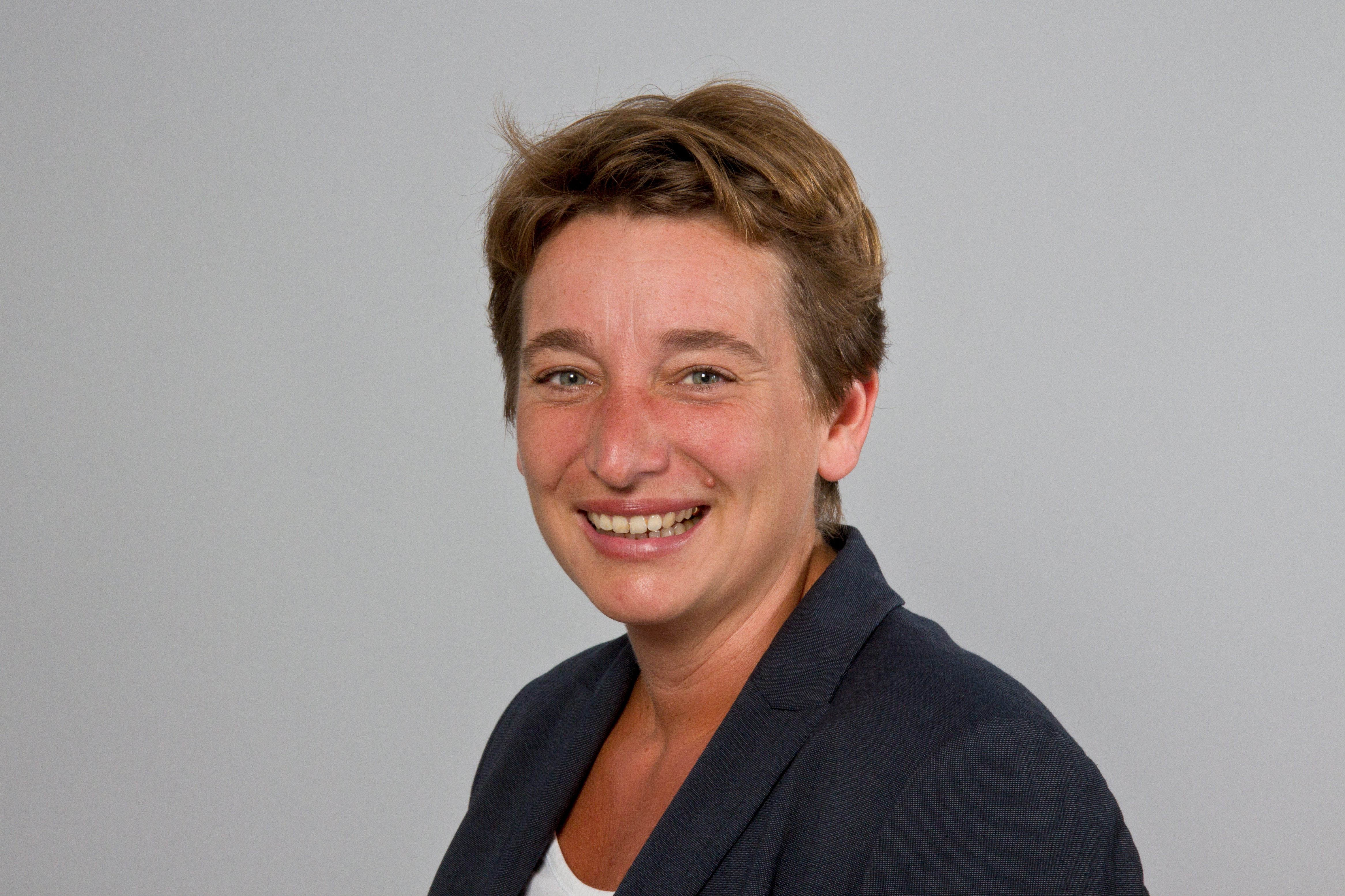
Anke Erdmann, 2013

Anke Erdmann (* 30. Mai 1972 in Brake) ist eine deutsche Politikerin (Bündnis 90/Die Grünen). Von 2009 bis 2017 gehörte sie als Abgeordnete dem Schleswig-Holsteinischen Landtag an. Danach amtierte sie bis 2019 als Staatssekretärin im Ministerium für Energiewende, Landwirtschaft, Umwelt, Natur und Digitalisierung des Landes Schleswig-Holstein im Kabinett Günther I. Im September 2022 wurde sie zur Co-Landesvorsitzenden ihrer Partei gewählt. 

## Leben
Anke Erdmann wurde in Brake in der Wesermarsch in Niedersachsen geboren und ging dort zur Schule. Nach dem Schulabschluss studierte sie Volkswirtschaft in Göttingen und erhielt 1998 ihr Diplom. Von 1998 bis 2000 arbeitete sie als wissenschaftliche Mitarbeiterin des damaligen Bundestagsabgeordneten Klaus Müller. Danach arbeitete sie bis 2009 im Kieler Umwelt- und Landwirtschaftsministerium, unter anderem als Leiterin des Ministerbüros und im Bereich der EU-Beihilfen. Zwischen 2005 und 2007 nahm sie Erziehungszeit.
Anke Erdmann zeigte bereits in jungen Jahren politisches Engagement, war in der Schülervertretung, in einer Umweltgruppe, gegen den Golfkrieg und in der Hochschulpolitik aktiv. Seit 1994 ist sie Mitglied der Grünen in Schleswig-Holstein. Von 2005 bis 2007 gehörte sie dem Landesvorstand an. Anschließend war sie bürgerliches Mitglied im Schulausschuss der Stadt Kiel, wurde 2008 schulpolitische Sprecherin und stellvertretende Fraktionsvorsitzende der Grünen in der Kieler Ratsversammlung.
Mit der vorgezogenen Landtagswahl in Schleswig-Holstein 2009 zog sie über Platz fünf der Landesliste ihrer Partei in den Landtag Schleswig-Holstein ein, war dort  stellvertretende Vorsitzende und bildungspolitische Sprecherin der Fraktion. Zur Landtagswahl in Schleswig-Holstein 2012 am 6. Mai kandidierte die Politikerin als Direktkandidatin im Landtagswahlkreis Kiel-West sowie auf Platz sieben der Landesliste. Sie wurde Vorsitzende des Bildungsausschusses. Nach der Landtagswahl in Schleswig-Holstein 2017 wurde sie Staatssekretärin im Ministerium für Energiewende, Landwirtschaft, Umwelt, Natur und Digitalisierung. Am 26. März 2019 trat sie aus gesundheitlichen Gründen von diesem Amt zurück. Ihre Nachfolgerin wurde Dorit Kuhnt.
Auf einem Landesparteitag in Neumünster wurde Erdmann am 17. September 2022 mit 87,4 Prozent der Delegiertenstimmen gemeinsam mit Gazi Freitag zur Co-Landesvorsitzenden ihrer Partei gewählt.
Erdmann lebt mit ihrem Ehemann, dem SPD-Politiker und Oberbürgermeister Kiels, Ulf Kämpfer, und dem gemeinsamen Sohn in Kiel-Hassee.